# 圣伊诺桑斯
圣伊诺桑斯（法語：Sainte-Innocence，法語發音：[sɛ̃t inɔsɑ̃s]）是法国多尔多涅省的一个旧市镇，属于贝尔热拉克区。

## 地理
圣伊诺桑斯（44°43'32"N, 0°24'32"E）面积7.2 平方千米，位于法国新阿基坦大区多爾多涅省，该省份为法国西南部内陆省份，是法國本土面积第三大的省，大致对应佩里戈尔地区，北起顺时针与夏朗德省、上维埃纳省、科雷兹省、洛特省、洛特-加龙省、吉倫特省和滨海夏朗德省接壤。
与圣伊诺桑斯接壤的市镇（或旧市镇、城区）包括：锡古莱斯。
圣伊诺桑斯的时区为UTC+01:00、UTC+02:00（夏令时）。

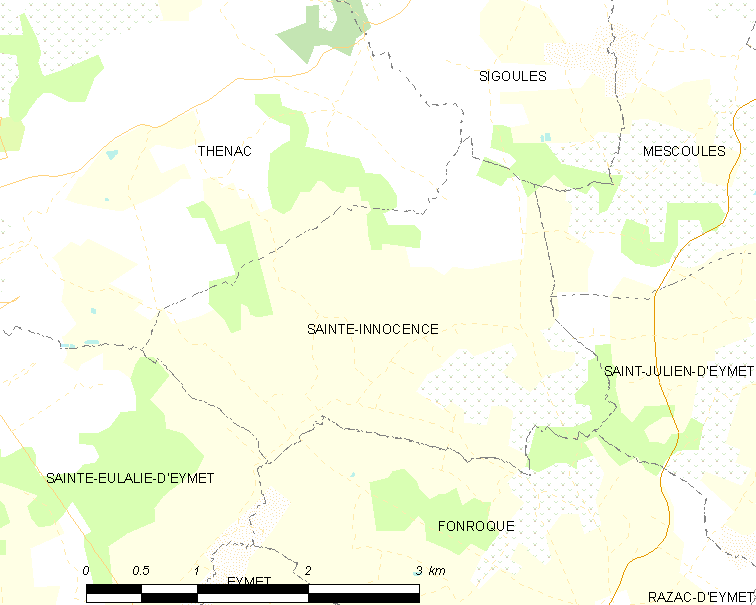
圣伊诺桑斯的OSM定位图

## 行政
圣伊诺桑斯的邮政编码为24500，INSEE市镇编码为24423。

## 政治
圣伊诺桑斯所属的省级选区为南贝尔热拉库瓦县。

## 人口

1962-2008年间圣伊诺桑斯人口变化图示

圣伊诺桑斯于2018年1月1日时的人口数量为101人。